# Jim Croce
Jim Croce [dʒɪm ˈkɹoʊtʃi] (* 10. Januar 1943 in Philadelphia, Pennsylvania; † 20. September 1973 in Natchitoches, Louisiana; als James Joseph Croce) war ein US-amerikanischer Singer-Songwriter. Er veröffentlichte in den Jahren von 1966 bis 1973 fünf Studioalben und elf Singles, von denen Time in a Bottle sowie Bad, Bad Leroy Brown Platz 1 der Billboard Hot 100 erreichten. Im Alter von 30 Jahren starb Jim Croce bei einem Flugzeugabsturz, unmittelbar nachdem er seinen größten Erfolg mit Bad Leroy Brown hatte.

## Leben

### Jugend und Ausbildung
Jim Croce wurde am 10. Januar 1943 in Philadelphia, Pennsylvania, als Sohn der italienischstämmigen Eltern James Albert Croce und Flora Mary (Babucci) Croce geboren. Er interessierte sich schon früh für Musik. Im Alter von fünf Jahren begann er, nach eigenen Aussagen mit mäßigem Erfolg, Akkordeon zu spielen. Mit achtzehn Jahren machte er seine ersten Erfahrungen mit der Gitarre; bald darauf begann er erste Songs zu schreiben.
1960 schloss er die Upper Darby High School in Drexel Hill, Pennsylvania ab, woraufhin er drei Jahre lang bei einer Bühnenbaumannschaft arbeitete und einige Zeit beim Militär verbrachte. Ferner begann er an der Villanova University in Radnor Township ein Psychologie-Studium, das er 1965 abschloss. Danach arbeitete er einige Zeit als Lehrer an einer Junior High School im Süden Philadelphias.
In Philadelphia lernte Croce Ingrid Jacobson kennen. Als er sie 1966 heiratete, konvertierte er zum Judentum.

### Frühe Karriere
Schon zu Collegezeiten spielte Croce in seinen ersten Bands, die unter anderem in Kaffeehäusern und Universitäten auftraten. An der Villanova University arbeitete er als Discjockey für den universitätseigenen Radiosender und spielte weiterhin in verschiedenen Musikgruppen, die Musik von Blues über Rockmusik bis zu Railroad präsentierten. Mit einer dieser Gruppen kam es sogar zu einer Reise nach Afrika und in den Nahen Osten. Ab Mitte der sechziger Jahre trat er zudem mit seiner Frau auf. Sie spielten als Duo zunächst Musik von Ian and Sylvia, Gordon Lightfoot, Joan Baez und Woody Guthrie, dann jedoch zunehmend auch eigene Kompositionen. Zur selben Zeit erhielt Croce seine erste längerfristige Anstellung in einem Steakhaus in Lima, Pennsylvania.
1966 komponierte er die Musik zur TV-Dokumentation Miner's Story, die mit einem Emmy ausgezeichnet wurde.
1968 zog das Ehepaar nach New York City, wo das von Tommy West und Terry Cashman produzierte Album Jim & Ingrid Croce entstand. In den nächsten zwei Jahren warben die beiden mit zahlreichen Konzerten in kleinen Clubs für ihre Musik, das Album wurde jedoch ein kommerzieller Misserfolg. Enttäuscht von den Erfahrungen des Musikgeschäfts und von New York kehrten sie 1970 nach Pennsylvania zurück, wo Croce den Lebensunterhalt als LKW-Fahrer und Bauarbeiter verdiente. Währenddessen komponierte er weiterhin und sang in New Yorker Studios einige Hintergrundpassagen ein.

### Erfolg
1970 lernte Croce auf Initiative des Produzenten und gemeinsamen Bekannten Joe Salviuolo den Pianisten und Gitarristen Maury Muehleisen kennen. Zu Beginn begleitete Croce Muehleisen bei seinen Konzerten, im Laufe der Zeit vertauschten sich jedoch die Rollen.
Im September 1971 wurde Adrian James Croce geboren, dem Time in a Bottle gewidmet ist.
Im darauffolgenden Jahr 1972 unterzeichnete Croce einen Vertrag bei ABC Records und nahm das Album You Don’t Mess Around with Jim auf, das ein durchschlagender Erfolg wurde und Platz 1 der US-amerikanischen Albumcharts erreichte. Auch die ausgekoppelten Singles, der Titelsong sowie Operator, erreichten hohe Platzierungen. In der Folgezeit absolvierte er zahlreiche Fernsehauftritte und Konzerte. Anfang des folgenden Jahres 1973 erschien sein viertes Album Life and Times, das zeitweise Platz 7 der US-amerikanischen Albumcharts einnahm. Die Single Bad, Bad Leroy Brown erreichte am 21. Juli 1973 Platz 1 der Billboard Hot 100.
Im August 1973 zog die Familie nach San Diego.

### Tod
Am 20. September 1973, einen Tag vor der Veröffentlichung seines fünften Albums I Got a Name, kam der 30-jährige Jim Croce zusammen mit seinem Freund und Gitarristen Maury Muehleisen, drei weiteren Passagieren und dem Piloten in einem gecharterten Flugzeug vom Typ Beechcraft Model 18 ums Leben. Der Flug sollte sie von Louisiana nach Sherman, Texas, bringen, wo am Abend ein Konzert geplant war, als die Maschine beim Start in Natchitoches trotz klarer Sicht Baumwipfel streifte und abstürzte. Später kamen Vermutungen auf, der Pilot habe eventuell einen Herzinfarkt erlitten. Nach Angaben des National Transportation Safety Board hatte er eine „schwere koronare Herzkrankheit“ und war vom Motel ca. drei Meilen zum Flugplatz gelaufen.
Croce wurde im Haym Solomon Memorial Park, East Whiteland Township, Chester County, Pennsylvania, beerdigt. Sein Sohn Adrian James Croce ist heute ein erfolgreicher Singer-Songwriter im Bereich Piano Blues und Folk.

## Erfolge
Die postum veröffentlichten Singles Time in a Bottle des Albums You Don’t Mess Around with Jim und I Got a Name, Workin’ at the Car Wash Blues sowie I’ll Have to Say I Love You in a Song seines fünften Albums erreichten wie das Album selbst hohe Platzierungen in den Hitparaden.
Croce wurde mit Bad, Bad Leroy Brown Ende 1973 für zwei Grammy-Preise in den Kategorien Pop Male Vocalist und Record of the Year nominiert. 1990 wurde Croce in die Songwriters Hall of Fame aufgenommen.
Postum wurde Croce durch die Verwendung seiner Songs bei Quentin Tarantinos Film Django Unchained sowie der Serie Stranger Things 2012 einem jüngeren Publikum bekannt.

## Trivia
Die Glam-Metal-Band Poison nahm 2006 eine Coverversion des Liedes You Don’t Mess Around with Jim auf, die 2007 auf dem Album Poison’d! veröffentlicht wurde.

## Diskografie

### Studioalben
| Jahr | Titel                          | Höchstplatzierung, Gesamtwochen, AuszeichnungChartsChartplatzierungen (Jahr, Titel, Platzierungen, Wochen, Auszeichnungen, Anmerkungen) | Anmerkungen                            |
| Jahr | Titel                          | US | Anmerkungen                            |
| ---- | ------------------------------ | --- | -------------------------------------- |
| 1966 | Facets                         | — | Erstveröffentlichung: 1966             |
| 1969 | Jim & Ingrid Croce             | — | Erstveröffentlichung: September 1969   |
| 1972 | You Don’t Mess Around with Jim | US1 Gold · (93 Wo.)US | Erstveröffentlichung: April 1972       |
| 1973 | Life and Times                 | US7 Gold · (84 Wo.)US | Erstveröffentlichung: Januar 1973      |
| 1973 | I Got a Name                   | US2 Gold · (53 Wo.)US | Erstveröffentlichung: 1. Dezember 1973 |

### Livealben
- 1989: Jim Croce Live: The Final Tour
- 2006: Have You Heard: Jim Croce Live
- 2013: The Lost Recordings

### Kompilationen
| Jahr | Titel                                             | Höchstplatzierung, Gesamtwochen, AuszeichnungChartsChartplatzierungen (Jahr, Titel, Platzierungen, Wochen, Auszeichnungen, Anmerkungen) | Anmerkungen                              |
| Jahr | Titel                                             | US | Anmerkungen                              |
| ---- | ------------------------------------------------- | --- | ---------------------------------------- |
| 1974 | Photographs & Memories: His Greatest Hits         | US2 Platin · (48 Wo.)US | Erstveröffentlichung: 26. September 1974 |
| 1975 | The Faces I’ve Been                               | US87 (18 Wo.)US | Erstveröffentlichung: Oktober 1975       |
| 1976 | Time in a Bottle: Jim Croce’s Greatest Love Songs | US170 (3 Wo.)US | Erstveröffentlichung: 1976               |
| 1994 | Bad, Bad Leroy Brown & Other Favorites            | US116 (8 Wo.)US | Charteinstieg: 2011                      |

Weitere Kompilationen
- 1975: Greatest Hits
- 1978: Bad, Bad Leroy Brown: Jim Croce’s Greatest Character Songs
- 1978: The Legendary Jim Croce
- 1980: Down the Highway
- 1986: Collection (UK: Silber)
- 1992: The 50th Anniversary Collection
- 1994: 24 Karat Gold in a Bottle
- 1998: The Best Of Jim Croce
- 1999: Words and Music
- 2000: The Definitive Collection: "Time in a Bottle"
- 2001: VH1 Behind the Music: The Jim Croce Collection
- 2002: The Very Best of Jim Croce
- 2003: Home Recordings: Americana
- 2004: Classic Hits
- 2004: The Way We Used to Be: The Anthology
- 2011: The Original Albums ... Plus
- 2019: An Introduction to : Jim Croce

### Singles
| Jahr | Titel Album                                                           | Höchstplatzierung, Gesamtwochen, AuszeichnungChartplatzierungen (Jahr, Titel, Album, Platzierungen, Wochen, Auszeichnungen, Anmerkungen) | Höchstplatzierung, Gesamtwochen, AuszeichnungChartplatzierungen (Jahr, Titel, Album, Platzierungen, Wochen, Auszeichnungen, Anmerkungen) | Anmerkungen                              |
| Jahr | Titel Album                                                           | DE | US | Anmerkungen                              |
| ---- | --------------------------------------------------------------------- | --- | --- | ---------------------------------------- |
| 1972 | You Don’t Mess Around with Jim                                        | — | US8 (13 Wo.)US | Erstveröffentlichung: Juni 1972          |
| 1972 | Operator (That’s Not the Way It Feels) You Don’t Mess Around with Jim | — | US17 (12 Wo.)US | Erstveröffentlichung: 23. August 1972    |
| 1973 | One Less Set of Footsteps Life and Times                              | — | US37 (10 Wo.)US | Erstveröffentlichung: 8. Januar 1973     |
| 1973 | Bad, Bad Leroy Brown Life and Times                                   | DE38 (2 Wo.)DE | US1 Gold · (22 Wo.)US | Erstveröffentlichung: 20. März 1973      |
| 1973 | I Got a Name                                                          | — | US10 (17 Wo.)US | Erstveröffentlichung: 21. September 1973 |
| 1973 | Time in a Bottle You Don’t Mess Around with Jim                       | — | US1 Gold · (15 Wo.)US | Erstveröffentlichung: November 1973      |
| 1973 | It Doesn’t Have to Be That Way Life and Times                         | — | US64 (5 Wo.)US | Erstveröffentlichung: 8. Dezember 1973   |
| 1974 | I’ll Have to Say I Love You in a Song I Got a Name                    | — | US9 (14 Wo.)US | Erstveröffentlichung: 15. Februar 1974   |
| 1974 | Workin’ at the Car Wash Blues I Got a Name                            | — | US32 (11 Wo.)US | Erstveröffentlichung: 19. Mai 1974       |
| 1975 | Chain Gang Medley The Faces I’ve Been                                 | — | US63 (9 Wo.)US | Erstveröffentlichung: 20. Dezember 1975  |

Weitere Singles
- 1975: Lover’s Cross
- 1976: Mississippi Lady

## Auszeichnungen für Musikverkäufe
| Silberne Schallplatte - Vereinigtes Königreich - 2024: für die Single Time in a Bottle Goldene Schallplatte - Hongkong - 1979: für das Album Photographs & Memories: His Greatest Hits - Kanada - 1975: für das Album Greatest Hits |

Anmerkung: Auszeichnungen in Ländern aus den Charttabellen bzw. Chartboxen sind in ebendiesen zu finden.
| Land/RegionAuszeichnungen für Musikverkäufe (Land/Region, Auszeichnungen, Verkäufe, Quellen) | Silber     | Gold     | Platin  | Verkäufe  | Quellen         |
| -------------------------------------------------------------------------------------------- | ---------- | -------- | ------- | --------- | --------------- |
| Hongkong (IFPI/HKRIA)                                                                        | —          | Gold1    | —       | 10.000    | ifpihk.org      |
| Kanada (MC)                                                                                  | —          | Gold1    | —       | 50.000    | musiccanada.com |
| Vereinigte Staaten (RIAA)                                                                    | —          | 5× Gold5 | Platin1 | 3.500.000 | riaa.com        |
| Vereinigtes Königreich (BPI)                                                                 | 2× Silber2 | —        | —       | 260.000   | bpi.co.uk       |
| Insgesamt                                                                                    | 2× Silber2 | 7× Gold7 | Platin1 |           |                 |